# Brejinho (kommun i Brasilien, Rio Grande do Norte, lat -6,24, long -35,40)
Brejinho är en kommun i Brasilien.   Den ligger i delstaten Rio Grande do Norte, i den östra delen av landet, 1 700 km nordost om huvudstaden Brasília. Antalet invånare är 11 577.
Följande samhällen finns i Brejinho:
- Brejinho

Omgivningarna runt Brejinho är huvudsakligen savann. Runt Brejinho är det ganska tätbefolkat, med 70 invånare per kvadratkilometer.